# Buglere
El buglere també conegut com a murire o muoy, és una llengües txibtxa parlada a la província de Bocas del Toro a Panamà i a la província de Chiriquí, on la majoria s'han integrat ètnicament entre els guaymí. Té dos dialectes, sabanero i bokotá (Bogota), parlat pels bokota.